# Tmarus horvathi
Tmarus horvathi är en spindelart som beskrevs av Kulczynski 1895. Tmarus horvathi ingår i släktet Tmarus och familjen krabbspindlar. Inga underarter finns listade i Catalogue of Life.